# 満城漢墓
満城漢墓（まんじょうかんぼ）は、中国の河北省保定市満城区に位置する2基の前漢の墓である。

## 概要
満城県（現・満城区）の陵山の山頂で発見された。1号墓の墓主は、前漢の中山靖王劉勝。2号墓の墓主はその妻の竇綰である。1号墓は全長が51.7メートル、幅は最も広いところで37.5メートル、高さは最高部で約7メートルあった。2号墓は全長が49.7メートル、幅65メートル、高さ7.9メートル。両者とも東向きで、形式や構造もほぼ等しい。平面形は「早」字形を呈し、墓道・甬道・北耳室・南耳室・中室・主室・側室・回廊から成っていた。 
副葬品は4,200点以上にのぼり、もっとも重要な発見は「金縷玉衣」である。ほか「金象眼博山炉」「朱雀灯」「銅漏壺」「三鈞鉄権」「長信宮灯」などが出土している。